# Catapodium mamoraeum
Catapodium mamoraeum là một loài thực vật có hoa trong họ Hòa thảo. Loài này được (Maire) Maire & Weiller mô tả khoa học đầu tiên năm 1942.